# Alleria Windrunner
Alleria Windrunner is een personage uit de computerspelserie Warcraft van Blizzard Entertainment. Ze maakte haar debuut in Warcraft II: Beyond the Dark Portal.

## Achtergrond
Tijdens de Tweede Oorlog vocht Alleria aan de zijde van de Alliance tegen de orcs van de Horde. Ze was een ervaren ranger van Quel'Thalas en vocht moedig in vele veldslagen, waaronder de campagne in Draenor. Tijdens die campagne verdween ze samen met haar partner Turalyon, waarna zij beiden als vermist werden beschouwd.
Tijdens de gebeurtenissen van World of Warcraft: Legion keren Alleria Windrunner en haar partner Turalyon terug naar Azeroth na een lange afwezigheid in de Twisting Nether. Tijdens hun verblijf in deze chaotische dimensie kwam Alleria in aanraking met de duistere krachten van de Void. In plaats van eraan ten onder te gaan, slaagde ze erin deze krachten te doorgronden en onder controle te krijgen. Daarmee werd ze de eerste elf die de Void wist te gebruiken zonder haar verstand of ziel te verliezen. In Battle for Azeroth begint Alleria met het rekruteren van de Void Elves, een nieuwe bondgenoot voor de Alliance die haar pad in de Void volgen.
Alleria Windrunner heeft de rol van Void Hunter op zich genomen en speelt een centrale rol in de strijd tegen de krachten van de Void tijdens World of Warcraft: The War Within.

## Verschijningen
Alleria Windrunner maakte haar debuut in Warcraft II: Beyond the Dark Portal uit 1996 als een Elven Ranger helden-eenheid van de Alliance Expedition naar Draenor. Als een helden-eenheid heeft ze aanzienlijk hogere statistieken dan een gewone Elven Ranger.
In Hearthstone verscheen Alleria als een alternatieve heldenskin voor de hunter-class. Deze versie werd uitgebracht als onderdeel van een speciale promotie in 2015 en bevat unieke voice lines en een aangepaste hero power-animatie. Sinds haar introductie in Hearthstone zijn er nog drie andere versies van haar heldenskin uitgebracht, Cowgirl Alleria, Deathkeeper Alleria en Squirrel Alleria